# Булдович Роман Єлисейович
Роман Єлисейович Булдович  (1 жовтня 1902 — 29 серпня 1985) — радянський діяч органів державної безпеки, голова Чернівецького облвиконкому. Депутат Верховної Ради УРСР 3-го скликання.

## Біографія
Народився у селянській родині в селі Мошорине Олександрійського повіту Херсонської губернії (тепер Знам'янського району Кіровоградської області). У 1914 році закінчив двохкласну школу в селі Мошорине. 
У травні 1914 — вересні 1919 р. — учень слюсаря Сабліно-Знам'янського цукрового заводу у селі Знам'янка Мошоринської волості. У вересні 1919 — березні 1920 р. — продовольчий агент Олександрійського повітового продовольчого комітету у містечку Нова Прага. У березні — серпні 1920 р. — слюсар Сабліно-Знам'янського цукрового заводу.
Член РКП(б) з липня 1920 року.
У серпні 1920 — березні 1923 р. — доброволець-курсант 8-х Сибірських кавалерійських курсів у місті Бійську Алтайської губернії.
У квітні 1923 — липні 1924 р. — слюсар Сабліно-Знам'янського цукрового заводу. У липні 1924 — вересні 1925 р. — голова заводського комітету Шполянського цукрового заводу Шевченківського округу. У вересні 1925 — січні 1928 р. — директор Матусівського цукрового заводу Шевченківського округу.
У січні — жовтні 1928 року — слухач школи червоних директорів у Москві.
У січні 1928 — січні 1932 р. — директор Романського цукрового заводу Березівського району Центрально-Чорноземної області РРФСР. У січні 1932 — квітні 1934 р. — директор Благодатського цукрового заводу імені Куйбишева міста Рильська Центрально-Чорноземної області РРФСР. У квітні 1934 — серпні 1937 р. — директор цукрового заводу імені Калініна села Тьоткіно Глушковського району Курської області РРФСР.
У серпні 1937 — грудні 1938 року — директор Цукробуряктресту в місті Одесі. У 1938 році закінчив заочно три курси Промислової академії імені Сталіна у Москві.
У грудні 1938 — жовтні 1941 року — 1-й заступник голови виконавчого комітету Одеської обласної ради депутатів трудящих.
Учасник німецько-радянської війни  з 1941 року. У жовтні 1941 — 1942 р. — начальник оперативної групи Військової ради Чорноморської групи військ, заступник начальника з політичної частини Інтендантського управління Чорноморської групи військ. До грудня 1942 р. — комісар управління тилу Закавказького фронту. У січні — квітні 1943 р. — член Військової Ради 47-ї армії Північно-Кавказького фронту. У квітні — грудні 1943 р. — член Військової Ради 18-ї десантної армії Північно-Кавказького фронту. У січні 1944 — травні 1946 р. — член Військової Ради 27-ї армії 1-го, 2-го, 3-го Українських фронтів. У травні — серпні 1946 року — у розпорядженні ЦК КП(б)У.
У серпні 1946 — серпні 1948 року — 1-й заступник голови виконавчого комітету Харківської обласної ради депутатів трудящих.
У серпні 1948 — квітні 1950 року — голова виконавчого комітету Чернівецької обласної ради депутатів трудящих.
У квітні 1950 — травні 1951 року — слухач річних курсів партійних працівників при ЦК ВКП(б).
У червні 1951 — лютому 1952 року — начальник Переселенського управління при Раді міністрів Української РСР.
25 січня 1952 — 16 березня 1953 року — заступник міністра державної безпеки Української РСР.
27 травня 1953 — 16 липня 1954 року — заступник міністра внутрішніх справ Української РСР.
16 липня 1954 — травень 1960 року — 1-й заступник міністра внутрішніх справ Української РСР.
У травні 1960 — 1970 року — начальник Управління внутрішніх військ МВС Української РСР і Молдавської РСР.
З 1970 року — на пенсії у місті Києві.

## Звання
- генерал-майор (19.04.1945)
- генерал-лейтенант внутрішньої охорони (1.11.1967)

## Нагороди
- орден Леніна (1.08.1936)
- орден Трудового Червоного Прапора (23.01.1948)
- орден Кутузова 2-го ст. (13.09.1944)
- орден Богдана Хмельницького 1-го ст. (28.04.1945)
- орден Червоного Прапора (26.04.1944)
- три ордени Вітчизняної війни 1-го ст. (18.09.1943, 24.04.1944, 11.03.1985)
- 16 медалей
- Почесна грамота Президії Верховної Ради Української РСР (11.09.1970)